# 安永正昭
安永 正昭（やすなが まさあき、1946年1月5日 - ）は、日本の法学者（民法）。岡山県出身。神戸大学名誉教授。弁護士（大阪弁護士会所属）。

## 経歴
※出典は『神戸法学雑誌』『同志社法学』および著書『債権法改正と民法学1』。
岡山市に生まれる。
1964年に岡山県立総社高等学校を卒業後、京都大学法学部に進み、1968年の卒業と同時に同学部助手となる（指導教官は林良平）。同年、司法試験に合格。
1971年、神戸大学法学部助教授に就任し、1981年に教授に昇格する。1998年より2000年まで学部長を務めた。2000年、大学組織の改組により、神戸大学大学院法学研究科教授。
2009年、神戸大学を定年退職して名誉教授となるとともに、近畿大学大学院法務研究科教授に就任した（2011年9月まで）。2011年、同志社大学大学院司法研究科特別客員教授に転じ、2016年まで務める。
2016年に弁護士登録。2024年、瑞宝中綬章受章。
教職にある間、法務省法制審議会民法部会・倒産法部会・担保執行法制部会・電子債権法部会等委員・臨時委員、司法試験考査委員、私法学会理事・金融法学会理事・信託法学会理事等を歴任した。

## 著作
※出典は『神戸法学雑誌』『同志社法学』および著書『債権法改正と民法学1』。

### 単著
- 『講義　物権・担保物権法』有斐閣、2021年〔第4版〕

### 共著
- 『消費者のための民法入門』有斐閣、1977年
- 『不動産登記法入門』有斐閣、1979年
- 『基礎演習・民法（財産法）』有斐閣、1993年）
- 『民法解釈ゼミナール2 物権』有斐閣、1995年）
- 『民法I（総則）Sシリーズ』有斐閣、2018年〔第4版〕

### 共編著
- 『注解判例民法・物権法』青林書院、1999年
- 『不動産取引判例百選』有斐閣、2008年〔第3版〕
- 『判例講義民法I・総則・物権』悠々社、2014年〔第2版〕
- 『法学講義民法I・総則』勁草書房、2018年〔第3版〕

### 分担執筆
- 『新版注釈民法(1) 総則(1)』有斐閣、2002年〔改訂版〕
- 『基本法コンメンタール・新不動産登記法』日本評論社、2010年
- 『新版注釈民法(9) 物権(4)』有斐閣、2015年〔改訂版〕